# Mitostoma gruberi
Espèce
Mitostoma gruberi est une espèce fossile d'opilions dyspnois de la famille des Nemastomatidae.

## Distribution
Cette espèce a été découverte dans de l'ambre de Bitterfeld en Saxe-Anhalt en Allemagne. Elle date du Paléogène.

## Description
L'holotype mesure 1,5 mm.

## Systématique et taxinomie
Cette espèce a été décrite par Dunlop et Mitov en 2009.

## Étymologie
Cette espèce est nommée en l'honneur de Jürgen Gruber.

## Publication originale
- Dunlop & Mitov, 2009 : « Fossil harvestmen (Arachnida, Opiliones) from Bitterfeld amber. » ZooKeys, vol. 16, p. 347-375 (texte intégral).